# Anason
Anasonul (Pimpinella anisum) este o plantă medicinală, aparținând familiei Apiaceae, foarte des utilizată. 

## Descriere
Anasonul este o plantă anuală aromatică, erbacee, putând atinge o înălțime de 60 – 80 cm. Perioada de înflorire este iunie - septembrie. Frunzele sunt puține și rare. Florile mici și albe sunt produse în umbrele dense. Fructele sunt mici și verzui, și pot fi culese de la sfârșitul lui august până la sfârșitul lui septembrie.

## Caracteristici
- Rădăcina este pivotantă, relativ slab dezvoltată.
- Tulpina este erectă, glabră, striată, ramificată în partea superioară, ramificațiile terminîndu-se cu inflorescențe.
- Frunzele sunt diferențiate după etaj; cele 2—3 frunze inferioare dispuse altern sunt întregi, lung pețiolate, ovate, cu margine dințată; cele superioare de asemenea puține, sesile, de 2—3 ori penat sectate, cu foliole liniar lanceolate.
- Florile sunt dispuse în 7—15 umbele compuse, fără involucru, cu câte 5—15 flori, lipsite de caliciu, 5 petale albe ciliate pe margine, în vârf cu un lobușor îndoit spre interior, lungi de 1–5 mm.
- Fructele sunt diachene mărunte, ovoide, cu jumătățile greu separabile, cu câte 5 coaste puțin proeminente, de culoare mai deschisă.

## Utilizări
Anasonul are numeroase proprietăți printre care cele mai notabile sunt următoarele: tonic, antispasmodic, diuretic, aperitiv, vermifug, emenagog (din Fr), galactogen. De asemenea, anasonul este indicat în astenie, reumatism, migrenă, amețeală, tuse (astm, tuse convulsivă), voma psihogenă, dureri gastrice, digestii lente, flatulență, spasme intestinale, menstre insuficiente și dureroase.
Anasonul, ca plantă medicinală, are multe proprietăți, multe dintre care sunt neconfirmate. Se folosește la tratarea unor afecțiuni fizice cum ar fi: 
- Afecțiuni digestive (în special ale intestinului);
- Afectiuni respiratorii;
- Afecțiuni ale căilor urinare;
- Slab efect laxativ.

## În media
Anasonul apare în seria “Mărgelatu”, unde personajul principal are o preferință pentru alcoolul cu aromă specifică de anason, probabil uzo grec. De asemenea, anasonul apare și în romanul high-fantasy “Hobbitul” de scriitorul și academicianul englez J. R. R. Tolkien, unde personajul principal Bilbo Baggins îl folosește pentru a găti prăjituri în bucătăria sa pentru invitații săi gnomi și Gandalf, vrăjitorul de magie albă înțelept și în etate care îi va ghida în aventurile lor de-a lungul Pământului de Mijloc.